# هیپرکلروهیدریا
هیپرکلروهیدریا (انگلیسی: Hyperchlorhydria) که گاهی کلرهیدریا، معده ترش یا معده اسیدی نامیده می‌شود، به حالتی در معده اشاره دارد که در آن سطح اسید معده بالاتر از محدوده نرمال و طبیعی است.
در انسان، pH طبیعی حدود ۱ تا ۳ است که در طول روز متفاوت است. بالاترین سطح ترشح پایه در اواخر عصر (حدود ۱۲ صبح تا ۳ بعد از ظهر) است. هیپرکلروهیدریا معمولاً به عنوان داشتن pH کمتر از ۲ تعریف می‌شود. این عواقب منفی ندارد مگر اینکه شرایط دیگری مانند بیماری ریفلاکس معده (GERD) نیز وجود داشته باشد.
یکی از دلایل هیپرکلروهیدریا افزایش تولید گاسترین است.